# Mocarzewo (osada leśna)
Mocarzewo – osada leśna (gajówka) w Polsce, położona w województwie mazowieckim, w powiecie gostynińskim, w gminie Sanniki.
W latach 1975–1998 miejscowość administracyjnie należała do województwa płockiego.
W miejscowości znajduje się niewielki cmentarz mariawicki, na którym pochowani byli członkowie sannickiej parafii mariawickiej z siedzibą w Wólce. 